# NGC 2564
NGC 2564是位于船尾座的一个星系。在哈伯序列中它屬於透鏡狀星系。它的赤经为：818.6，赤纬为：-21° 49′。NGC 2564距離銀河系有2.17亿光年。该天體于1837年1月28日由約翰·赫歇爾所发现。